# Michael Mastrototaro

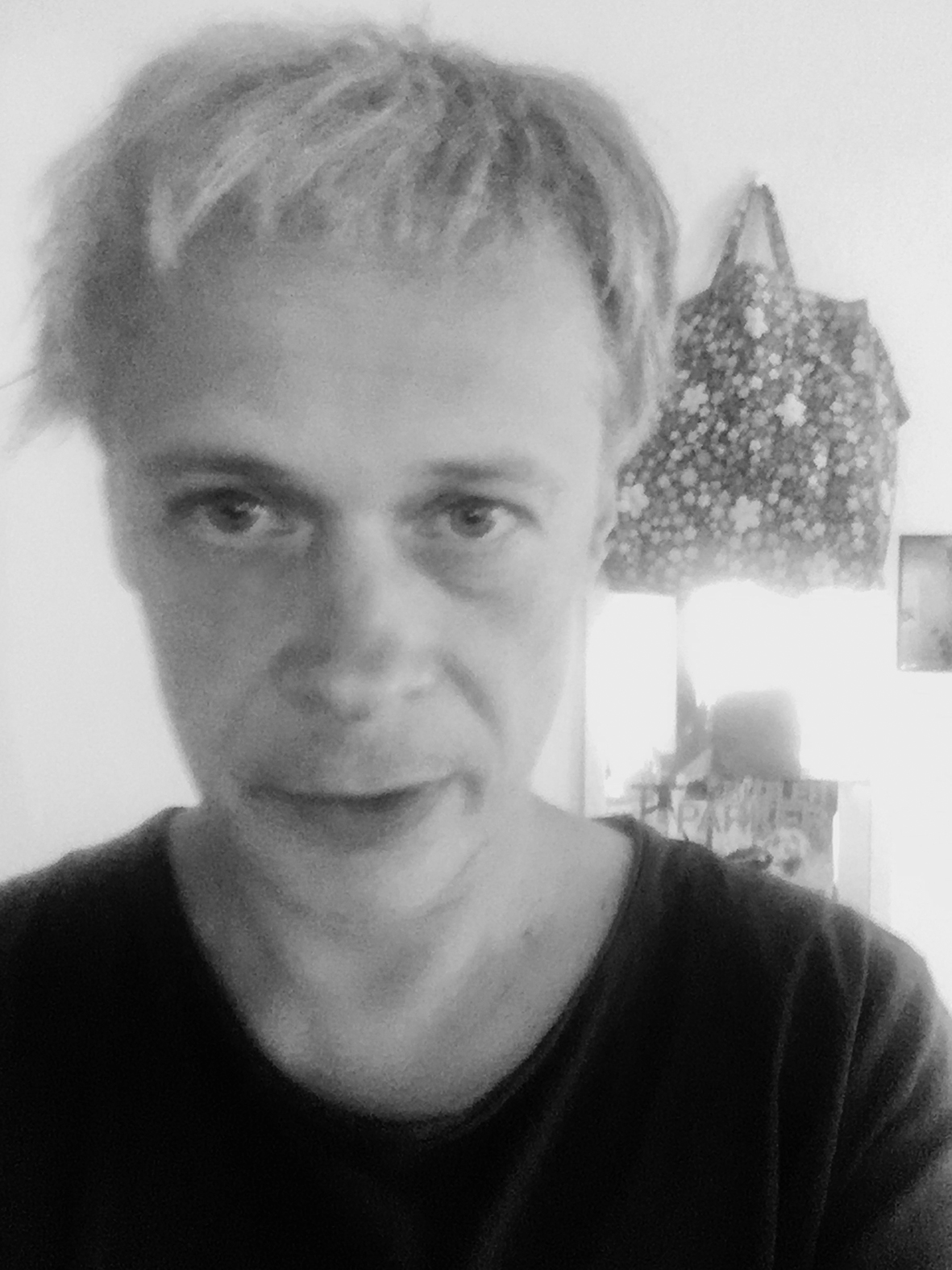
Michael Mastrototaro, 2019

Michael Mastrototaro (geboren 1970 in Graz) ist ein österreichischer Schriftsteller, Medienkünstler, Filmemacher, Bildender Künstler und Kurator der vor allem für seine Medienkunst, Literatur und Fotoübermalungen bekannt ist.

## Leben
Michael Mastrototaro wurde 1970 in Graz, in einer Wohnung direkt über dem Kinosaal des Annenhof Kinos, geboren. Der Zugang zur Wohnung führte durch das Foyer des Kinos, wodurch seine Leidenschaft für die Welt des Films schon früh geweckt wurde. Bereits als Kind begann er Kinoplakate und Aushangfotos zu sammeln. Seit 1991 lebt er in Wien. Er ist Vater von zwei Söhnen und seit 2024 mit der belarussischen Künstlerin Vera Liulko verheiratet. Von 1976 bis 1978 war er Mitglied des Kinderchors an der Grazer Oper. In dieser Zeit sang er u. a. ein Duette mit Josep Carreras in der Oper Der geizigste Mann der Welt. Danach war er an der Jugendbühne am Schauspielhaus Graz tätig. 1994 absolvierte er eine Sprechchorausbildung bei Einar Schleef in Berlin. Zurück in Wien studierte er von 1996 bis 1998 Computermusik und elektronische Medien an der Universität für Musik und darstellende Kunst in Wien.

Machfeld

Nach dem Abbruch des Studiums konzentrierte er sich auf seine professionelle künstlerische Tätigkeit. So entstanden im Laufe der Jahre zahlreiche Projekte in den künstlerischen Disziplinen Netzkunst, Experimentalfilm (16 mm), Installationen für den öffentlichen Raum, Radiokunst, Performance, Medienkunst und Literatur. Seit 2017 beschäftigt er sich intensiv mit Bildender Kunst und Fotoübermalungen. Im Zentrum seiner künstlerischen Tätigkeit steht stets die Auseinandersetzung mit gesellschaftlichen Tendenzen und deren zukünftigen Auswirkungen. 1999 gründete er gemeinsam mit der österreichischen Medienkünstlerin Sabine Maier das Künstlerduo Machfeld, dass nach seinem gleichnamigen 1999 online veröffentlichen Cyber-Roman benannt wurde. 2008 erhielt er mit Machfeld den Förderungspreis für Video und Medienkunst des Bundeskanzleramts Österreich. Er realisierte Projekte in Afrika, Asien, Europa, Südamerika, Zentral- und Nordamerika und in den USA (u. a. Hong Kong Arts Center (Hong Kong / Sonderverwaltungszone Hong Kong der Volksrepublik China), University of California (Santa Barbara/USA) Bag Factory (Johannesburg/Südafrika), Kunsthalle Basel (Basel/Schweiz), Museum of Modern Art (Detroit/USA)).
Er ist Mitglied der Grazer Autorinnen Autorenversammlung (GAV) und Fluss, NÖ Initiative für Foto und Medienkunst. Seine Arbeiten befinden sich in zahlreichen Privatsammlungen und in der „The Life Collection“ im Museum of African Design, Johannesburg, Südafrika. Von 2004 bis 2011 betrieb er gemeinsam mit der Medienkünstlerin Sabine Maier das Machfeld-Studio in Wien, einen Offspace, der sich thematisch mit grenzüberschreitenden Kunstpraxen auseinandersetzte.

## Auszeichnungen und Preise
- 2000: Literaturpreis „Schreiben zwischen den Kulturen“, Edition Exil, Wien
- 2008: Förderungspreis für Video- und Medienkunst, Bundeskanzleramt für Kunst und Kultur

## Beteiligung an folgenden Kunstmessen
Werke von Michael Mastrototaro wurden auf folgenden Kunstmessen präsentiert:
- 2012: Präsentiert von „Galerie Raum mit Licht“ auf der Viennafair, Wien, Österreich

Präsentiert von „Galerie Raum mit Licht“, fotofever, Brüssel, Belgien
- 2013: Präsentiert von „Galerie Odile Ouizeman“, Paris Photo, Paris, Frankreich

Präsentiert von „Galerie Raum mit Licht“, Art Brussels, Brüssel, Belgien
- 2014: Präsentiert von „Galerie Raum mit Licht“, Art Brussels, Brüssel, Belgien

## Ausstellungen, Filmscreenings und Projekte (Auswahl)
Eine detaillierte Übersicht über die wichtigsten Ausstellungen von Mastrototaro ist auf seiner Homepage zu finden.
- 2000 Museum of Contemporary Art, Detroit, USA
- 2001 MAK, Museum für angewandte Kunst, Wien, Österreich
- 2002 Galerie 5020, Salzburg, Österreich
- 2003 Forum Stadtpark, Graz, Österreich
- 2003 Museumsquartier, Wien, Österreich
- 2004 Galleria Medium, Bratislava, Slowakei
- 2005 Künstlerhaus Klagenfurt, Klagenfurt, Österreich
- 2005 Steirischer Herbst, Graz, Österreich
- 2005 Whitechapel Art Gallery, London
- 2005 International bac! 05 Festival for Computer Art, Barcelona, Spanien
- 2005 WRO 05, 11th international Media Art Biennale, Wroclaw, Polen
- 2005 The Premisses Gallery, Johannesburg, Südafrika
- 2005 Kunsthaus Graz, Österreich
- 2006 Konzerthaus, Wien, Österreich
- 2006 Performances öffentlicher Raum, New York, USA
- 2006 25th VIPER International Film, Video and New Media Festival, Basel, Schweiz
- 2006 International Dance Festival, Tel Aviv, Israel
- 2006 Museum of the World Ocean, Kaliningrad, Russland
- 2007 European Art Radio Festival, Lissabon, Portugal
- 2007 Fotogalerie Wien, Wien, Österreich
- 2007 Durham Art-Gallery, Durham, Kanada
- 2007 Perfamnces, öffentlicher Raum, Birmingham, England
- 2008 Cultural Centre – Modern Gallery, Gornji Milanovac, Serbien
- 2008 Kunsthalle Wien, Österreich
- 2008 Event Lab, Santa Barbara, USA
- 2008 Bagfactory, Johannesburg, Südafrika
- 2009 Kunstraum Niederösterreich, Wien, Österreich
- 2009 Artistic research, Binga, Simbabwe, Maputo, Mosambik und Johannesburg, Südafrika
- 2009 HONG KONG ARTS CENTER, Hong Kong, Sonderverwaltungszone
- 2010 TRIENNALE1.0, LENTOS Kunstmuseum, Linz, Österreich
- 2011 Künstlerhaus Wien, Österreich
- 2012 Galerie Kronenboden, Berlin, Deutschland
- 2012 Galerie Raum mit Licht, Wien
- 2012 SM GALLERY, Florenz, Italien
- 2017 Slowakisches Nationalmuseum, Bratislava, Slowakei
- 2018 Kunstverein Eisenstadt, Eisenstadt, Österreich
- 2019 Piksel-Festival, Bergen, Norwegen
- 2023 27. internationalen Kurzfilmtagen Winterthur, Schweiz
- 2023 12. International Festival of Visual Arts, SAFAS: Drawing, an imitate record and base of artistic creation, Kranj, Slowenien
- 2024 Galerie Breyer, Baden, Österreich
- 2024 photo Graz 24, Steirische Fotobiennale, Galerie Marenzi, Leibnitz, Österreich

## Veröffentlichungen
- Science / Fiction, PODIUM – Zeitschrift für Literatur, Wien 2023, ISBN 978-3-902886-80-4.[9]
- Sagen reloaded, Czernin Verlag, Wien 2020, ISBN 978-3-7076-0705-5.[10]
- Funkhausanthologie, Sonderpublikation, Verlag Autorensolidarität, Wien 2017[11]
- MACHFELD, conceptual media art, Kunstkatalog, Edition Marlit, Hora Verlag, Wien 2010, ISBN 978-3-213-00086-9.
- Ein Alphabet der Visuellen Poesie. edition ch, Wien 2010, ISBN 978-3-901015-46-5.[12]
- das große ABC buch, Edition: Das fröhliche Wohnzimmer, Wien 2007, ISBN 978-3-900956-86-8.[13]
- mörder planeten säuger, Edition Exil, Wien 2002, ISBN 3-901899-16-2.[14]
- Fremdland, Edition Exil, Wien 2000, ISBN 3-901899-08-1.[15]
- Machfeld, Cyber Roman, Wien 1999.[16]

## Galerievertretung
- Galerie Breyer[17]

## Filmographie
- 1999: Walk alone
- 2002: Flieg nicht rückwerts
- 2006: S1
- 2008: Banska
- 2016: Gnu for Zoo
- 2016: Unseen

## Kryptographische Projekte
Seit 2019 entwickelt Michael Mastrototaro in Zusammenarbeit mit einer internationalen Entwickler-Community das „Konjungate“-Projekt. Eine Kryptographie verwendende Blockchain, welche auf seinem 1999 geschriebenen Roman Machfeld basiert. In diesem Roman beschreibt er, neun Jahre bevor Bitcoin Core am Horizont der Kryptowährung erscheint, den Abbau von Konjungate (KONJ). Der Hauptcharakter des Buches ist namensgleich mit dem Erfinder des Bitcoin, Satoshi Nakamoto.
20 Jahre nach der Online-Veröffentlichung des Romans erscheint Konjungate als ein Medienkunstprojekt zur Dezentralisierung der Förderung von zeitgenössischen Künstlern und Kunstinstitutionen.
Seit 2020 betreibt und kuratiert er das Künstler-Community-Projekt wendy.network, dessen Ziel nach eigenen Angaben eine dezentralisierte Förderung von zeitgenössischer Kunst unter Zuhilfenahme von „Konjungate Core“ ist.

### Durch Konjungate geförderte Institutionen
- mur.at – Verein zur Förderung von Netzwerkkunst, Graz, Österreich[20]
- hipermedula, Ciudad de Córdoba. Córdoba, Argentinien
- Walkin Studios, Bangalore, Indien